# 葵町 (西尾市)
葵町（あおいちょう）は、愛知県西尾市の地名。

## 地理

### 学区
- 公立高等学校 - 三河学区
- 公立中学校 - 西尾市立西尾中学校[WEB 6]
- 公立小学校 - 西尾市立西尾小学校[WEB 6]

## 歴史

### 町名の由来
江戸時代に当地を治めていた旧西尾藩主大給松平氏の家紋に由来する。

### 人口の変遷
国勢調査による人口および世帯数の推移。
| 1995年（平成7年）  | 118世帯 380人 |  |
| 2000年（平成12年） | 127世帯 378人 |  |
| 2005年（平成17年） | 125世帯 361人 |  |
| 2010年（平成22年） | 114世帯 322人 |  |
| 2015年（平成27年） | 124世帯 326人 |  |
| 2020年（令和2年）  | 118世帯 312人 |  |

### 沿革
- 1876年（明治9年） - 須田新町が西尾葵町と改称される[1]。
- 1889年（明治22年） - 西尾町葵町となる[1]。
- 1923年（大正12年） - 光明寺村女工焼死事件弔魂碑が西尾城二の丸跡の東本願寺説教場境内より移される[1]。
- 1926年（大正15年） - 三河国殉教記念会により、石川台嶺殉教記念碑として「厳護法城」が建立される[1]。
- 1953年（昭和28年） - 西尾市葵町となる[1]。

## 交通
- 平坂街道

## 施設
- 稲荷社
- 西尾城須田門跡

### WEB
1. ↑  “愛知県西尾市の町丁・字一覧”.   人口統計ラボ. 2023年12月31日閲覧。
2. 1 2  総務省統計局 (2022年2月10日). “令和2年国勢調査の調査結果(e-Stat) - 男女別人口，外国人人口及び世帯数－町丁・字等” (CSV). 2023年8月2日閲覧。
3. ↑  “読み仮名データの促音・拗音を小書きで表記するもの(zip形式) 愛知県” (zip).   日本郵便 (2024年2月29日). 2024年3月26日閲覧。
4. ↑  “市外局番の一覧” (PDF).   総務省 (2022年3月1日). 2022年3月22日閲覧。
5. ↑  “ナンバープレートについて”.   一般社団法人愛知県自動車会議所. 2024年1月21日閲覧。
6. 1 2  西尾市教育委員会事務局 学校教育課 (2023年6月2日). “小中学校の通学区域” (PDF).   西尾市. 2024年4月11日閲覧。
7. ↑  総務省統計局 (2014年3月28日). “平成7年国勢調査の調査結果(e-Stat) - 男女別人口及び世帯数 －町丁・字等” (CSV). 2021年7月20日閲覧。
8. ↑  総務省統計局 (2014年5月30日). “平成12年国勢調査の調査結果(e-Stat) - 男女別人口及び世帯数 －町丁・字等” (CSV). 2021年7月20日閲覧。
9. ↑  総務省統計局 (2014年6月27日). “平成17年国勢調査の調査結果(e-Stat) - 男女別人口及び世帯数 －町丁・字等” (CSV). 2021年7月21日閲覧。
10. ↑  総務省統計局 (2012年1月20日). “平成22年国勢調査の調査結果(e-Stat) - 男女別人口及び世帯数 －町丁・字等” (CSV). 2021年7月21日閲覧。
11. ↑  総務省統計局 (2017年1月27日). “平成27年国勢調査の調査結果(e-Stat) - 男女別人口及び世帯数 －町丁・字等” (CSV). 2021年7月21日閲覧。

### 書籍
1. 1 2 3 4 5 6  「角川日本地名大辞典」編纂委員会 1989, p. 69.